# مارتین کوخ
مارتین کوخ (انگلیسی: Martin Koch؛ زادهٔ ۲۲ ژانویهٔ ۱۹۸۲) اسکی‌باز پرش اهل اتریش است.